# Barrington (Rhode Island)
Barrington é uma vila localizada no estado americano de Rhode Island, no condado de Bristol. Foi fundada em 1653 e incorporada em 1770.

## Geografia
De acordo com o United States Census Bureau, a vila tem uma área de 40 km², onde 21,3 km² estão cobertos por terra e 18,7 km² por água.

## Demografia
Segundo o censo nacional de 2010, a sua população é de 16 310 habitantes e sua densidade populacional é de 766,10 hab/km². Possui 6386 residências, que resulta em uma densidade de 299,96 residências/km².